# Dirk Meier
Dirk Meier, född den 28 januari 1964 i Spremberg, Tyskland, är en östtysk tävlingscyklist som tog OS-silver i lagförföljelsen vid olympiska sommarspelen 1988 i Seoul.